# 割符
割符（さいふ/わっぷ）とは、中世日本において遠隔地間の金銭取引などの決済のために用いられた証紙で、日本における為替の元となった。
後世の為替と同じ様に先に相手先近くの商人が商品購入のために発行した割符を購入して相手先に送り、相手が受け取った割符を発行者に換金を要求してその代金をもって決済する仕組であった。
鎌倉時代には荘園からの年貢を実際に運ぶ手間を省くために用いられたが、室町時代に入ると商業取引上の決済手段としても用いられ、京都・奈良・堺・兵庫津などとの主要商業都市には割符屋・替銭屋と呼ばれる専門業者が発展するに至った。江戸時代に入ると、大坂を中心とした金融網の形成によって全国的な為替制度へと発展することとなった。
「わりふ」と読む場合(=漢字では「割り符」とも書く)では、決済手段の意図から離れた目的にも使われている。文字やしるしを木片や竹片などに書き、それを二つに割って、それらを別々に所有しておき、のちに二つを合わせて両者の互いの真偽確認の証拠とした。